# Askán Dezsága
Askán Dezsága (perzsául: اشكان دژآگه, a nyugati sajtóban Ashkan Dejagah; Teherán, 1986. július 5. –) iráni-német labdarúgó, 2014 óta az el-Arabi játékosa. Gyakran csatárként vagy szélsőként szerepel.

## Pályafutása

### Klubszinten
Dezsága 2005-ben profi szerződést írt alá a Hertha csapatával. Bemutatkozására a 2004–2005-ös szezon nyitómérkőzésén, a VfL Bochum ellen került sor. Ezzel ő lett a klub legfiatalabb játékosa, aki pályára lépett. Askán a Herthában szerepelt a Regionalligában is, ahol az egyik legjobb góllövő volt. A Hertha edzője, Falko Götz folyamatos bizalmat adott neki, és fokozatos játéklehetőséget kapott a Bundesligában és az UEFA-kupában is a 2005–2006-os idényben. A következő szezonban szerepelt az FK Moszkva elleni Intertotó-kupa mérkőzésen. 2007-ben a VfL Wolfsburghoz szerződött.

### A válogatottban
2004-ben meghívót kapott a német U19-es válogatottba, ahol 15 mérkőzésen 7 gól szerzett. 2005-ben újra meghívót kapott, ezúttal a német U20-as válogatottba.
Dezsága fontolóra vette azt is, hogy a német helyett inkább az iráni labdarúgó-válogatottban játszik, ám ebből nem lett semmi. Mivel 21 éves korában a németeknél szerepelt, így nem játszhat másik ország válogatottjában.

## Vitája
2007 októberében megtagadta a szereplést a németek Izrael elleni U21-es mérkőzésén személyes okokra hivatkozva, oknak pedig a következőt adta meg: "mindenki tudja, hogy félig iráni vagyok". Charlotte Knobloch, a Németországi Zsidók Központi Tanácsának elnöke és Ronald Pofalla a Kereszténydemokrata Unió főtitkára azt követelte, hogy Dezságát zárják ki a válogatottból. Dezsága a Stern magazinban adott interjújában megerősítette, hogy a döntést a családja miatt hozta meg, nem pedig politikai, antiszemita vagy rasszista okokból kifolyólag. Ezt követően személyesen találkozott Theo Zwanzigerrel, a Német labdarúgó-szövetség elnökével és Matthias Sammerrel, a válogatott technikai vezetőjével, ahol mindkettőjüket meggyőzte a személyes indokaival, így nem tiltották el a német válogatottban való szerepléstől.

## Érdekességek
- Dezságának a jobb csuklóján van két tetoválása, az egyik Askánt jelent perzsa nyelven, míg a másik angolul Teheránt, a születési városát. A bal csuklójára a Berlin szót tetováltatta, mivel ott nőtt fel.

## Sikerei, díjai

### Klubcsapattal
- VfL Wolfsburg:
  - Német bajnok: 2009

## Pályafutása statisztikái
| Klub       | Szezon   | Bundesliga        | Bundesliga        | DFB-Pokal | DFB-Pokal | Európa | Európa | Összesen | Összesen |
| Klub       | Szezon   | Mérk              | Gól               | Mérk      | Gól       | Mérk   | Gól    | Mérk     | Gól      |
| ---------- | -------- | ----------------- | ----------------- | --------- | --------- | ------ | ------ | -------- | -------- |
| Wolfsburg  | 2008–09  | 27                | 3                 | 4         | 1         | 6      | 0      | 37       | 4        |
| Wolfsburg  | 2007–08  | 31                | 8                 | 5         | 1         | —      | —      | 36       | 9        |
| Wolfsburg  | Összesen | 58                | 11                | 9         | 2         | 6      | 0      | 73       | 13       |
| Klub       | Szezon   | Bundesliga        | Bundesliga        | DFB-Pokal | DFB-Pokal | Európa | Európa | Összesen | Összesen |
| Klub       | Szezon   | Mérk              | Gól               | Mérk      | Gól       | Mérk   | Gól    | Mérk     | Gól      |
| Hertha BSC | 2006–07  | 22                | 1                 | 2         | 0         | 1      | 0      | 25       | 1        |
| Hertha BSC | 2005–06  | 3                 | 0                 | —         | —         | 3      | 0      | 6        | 0        |
| Hertha BSC | 2004–05  | 1                 | 0                 | —         | —         | —      | —      | 1        | 0        |
| Hertha BSC | Összesen | 26                | 1                 | 2         | 0         | 4      | 0      | 34       | 1        |
| Klub       | Szezon   | Regionalliga Nord | Regionalliga Nord | DFB-Pokal | DFB-Pokal | —      | —      | Összesen | Összesen |
| Klub       | Szezon   | Mérk              | Gól               | Mérk      | Gól       | Mérk   | Gól    | Mérk     | Gól      |
| Hertha II  | 2006–07  | 11                | 3                 | —         | —         | —      | —      | 11       | 3        |
| Hertha II  | 2005–06  | 23                | 12                | —         | —         | —      | —      | 23       | 12       |
| Hertha II  | 2004–05  | 22                | 6                 | 1         | 0         | —      | —      | 23       | 6        |
| Hertha II  | Összesen | 56                | 21                | 1         | 0         | —      | —      | 57       | 21       |
| Összesen   |          | 140               | 33                | 12        | 2         | 10     | 0      | 164      | 35       |

(A statisztikák 2009. május 23-a szerintiek.)